# Spoordonkse Watermolen
De Spoordonkse Watermolen is een onderslagmolen op de Beerze te Spoordonk. De molen is in gebruik als horecagelegenheid en korenmolen die te bezichtigen is.
De molen werd reeds in 1320 genoemd, maar ze bestond vermoedelijk al langer. Ze behoorde bij het voormalige Kasteel Ten Bergh, dat 100 meter zuidelijker lag. Tussen 1649 en 1772 kwam de molen geleidelijk aan los van de kasteelheren te staan.
In 1844 werd de molen verpacht aan de familie Van Esch, die deze nog steeds in bezit heeft. In 1868 werd de houten molen door het huidige stenen gebouw vervangen. Ze deed toen zowel dienst als oliemolen en als korenmolen. In het midden van het gebouw bevindt zich de ruimte met de raderen. Het linkerdeel was de oliemolen, het rechterdeel de korenmolen. De voormalige oliemolen wordt bewoond door de eigenaar, die het gebouw heeft gerestaureerd en de korenmolen heeft hersteld zodat er weer op waterkracht graan gemalen kan worden.
Op de molen bevindt zich een reclame voor het verdwenen merk Wyers Oude Jenever. De huidige molenaar wil weer streekeigen jenever stoken.
De Spoordonkse Watermolen is de meest westelijke watermolen van Nederland en de enige nog bestaande watermolen op de Beerze. Andere watermolens vond men in Bladel (Vorselse Molen), Hapert (Hapertse Watermolen), Casteren (Molen van Wolfswinkel), Oostelbeers (Muystermolen) en Boxtel (Boxtelse Watermolen), maar deze zijn alle verdwenen.
Het water van de Beerze stroomde tot de zestiger jaren direct door het overdekte tussengedeelte van het molengebouw. De nieuwe bedding van de rivier kwam door het rechttrekken voor een betere waterbeheersing van het gebied buiten de molen te liggen. Het water in de nieuwe bedding wordt opgestuwd en stroomt over een vistrap in de oude bedding. Door de molen stroomt de oude bedding die hier een aftakking van de rivier is en verderop weer in de rivier uitkomt. Tussen het opgestuwde water en de omleiding staat een betonnen muur. Het verschil in waterpeil voor en na de Spoordonkse Watermolen bedraagt 2 meter.
De molen heeft twee maalkoppels die door een spoorwiel worden aangedreven. De bolspillen hebben een zelfstellende taatspot. Een maalkoppel heeft 17der (150 cm diameter) kunststenen en een koppel heeft 17der blauwe stenen.
De molen heeft twee sleepluiwerken die via een luitafel op de koningsspil worden aangedreven.
Het waterrad van de voormalige oliemolen wordt gebruikt voor elektriciteit opwekking en heeft een capaciteit van 2 kilowatt.
Het waterrad van de korenmolen is 5,44 meter groot en heeft 40 houten schoepen met een breedte van 90 cm. Het uit 2012 stammende waterrad bij de voormalige oliemolen is 6,50 meter groot en heeft ook 40 houten schoepen, maar met een breedte van 80 cm.
In de molen staan oude machines en voorwerpen, waaronder en maalstoel, balans en gewichten oplopende tot 50 kg.

## Overbrengingen
- Het aswiel op de ijzeren wateras heeft 74 kammen met een steek van 11,5 cm.
- De schijfloop op de koningsspil heeft 25 kammen
- Het spoorwiel heeft 66 kammen met een steek van 8,3 cm.
- De steenschijven hebben respectievelijk 21 en 22 staven
- De overbrengingsverhoudingen zijn 1 : 9,3 en 1 : 8,9

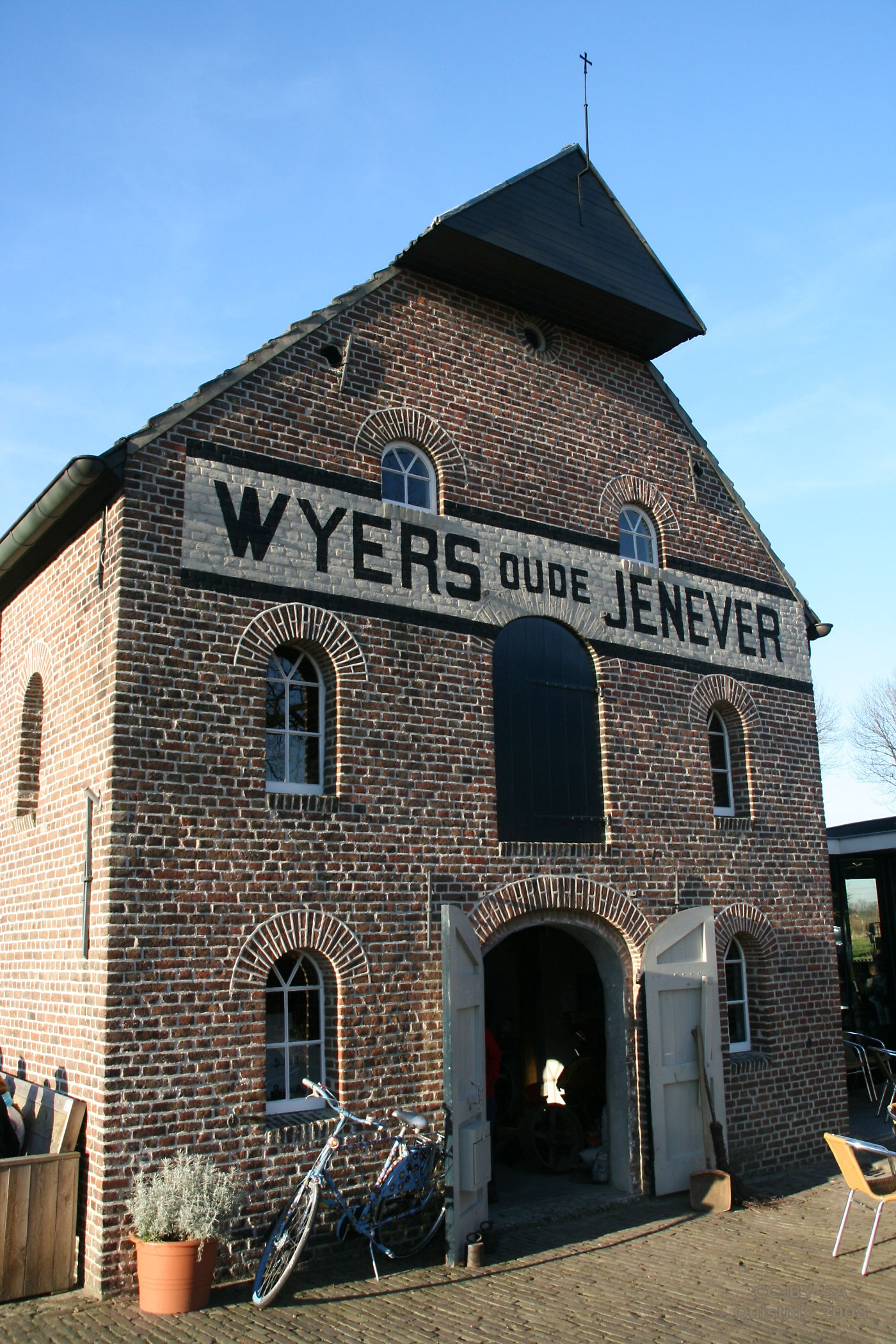
Gevel met reclame
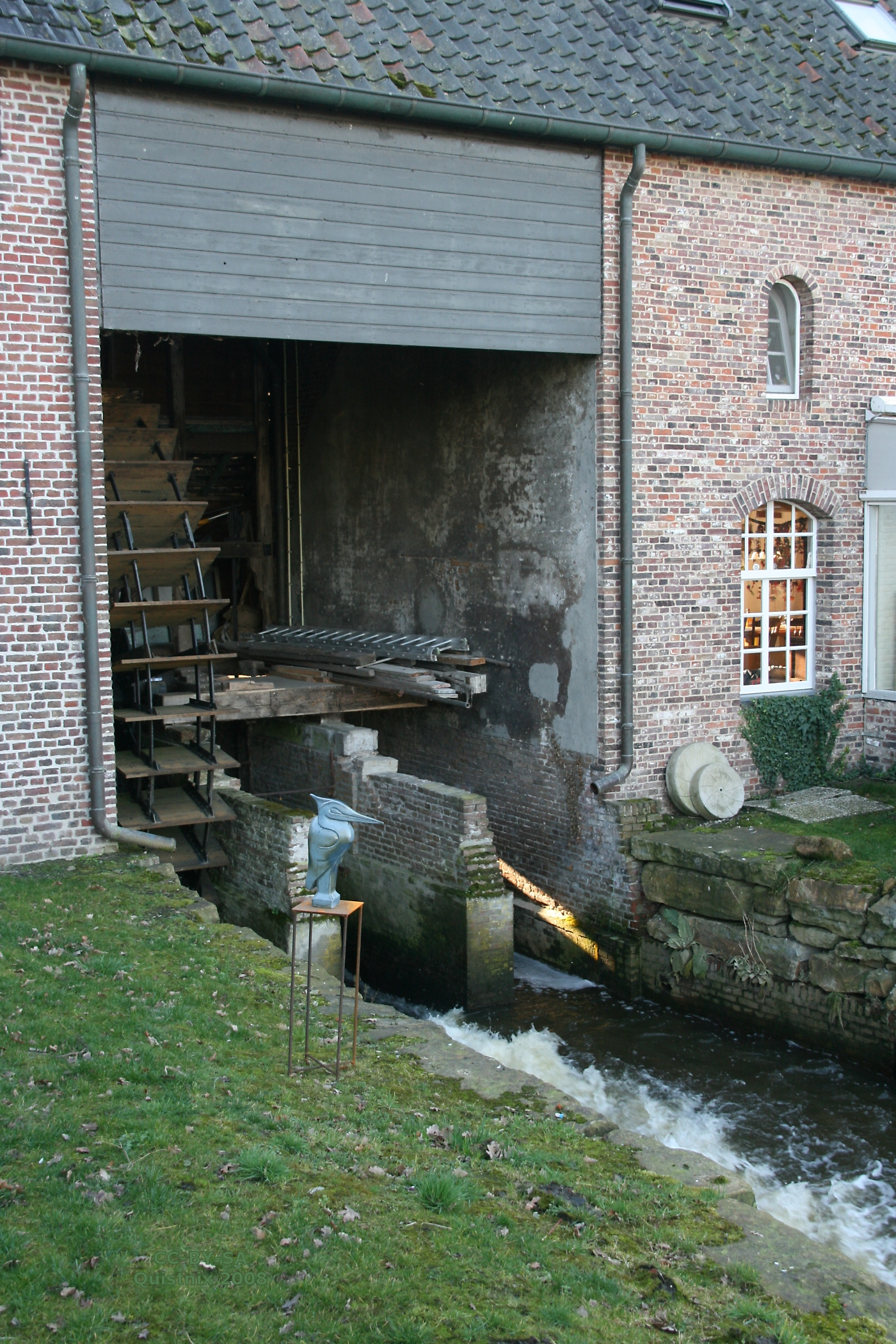
Waterrad
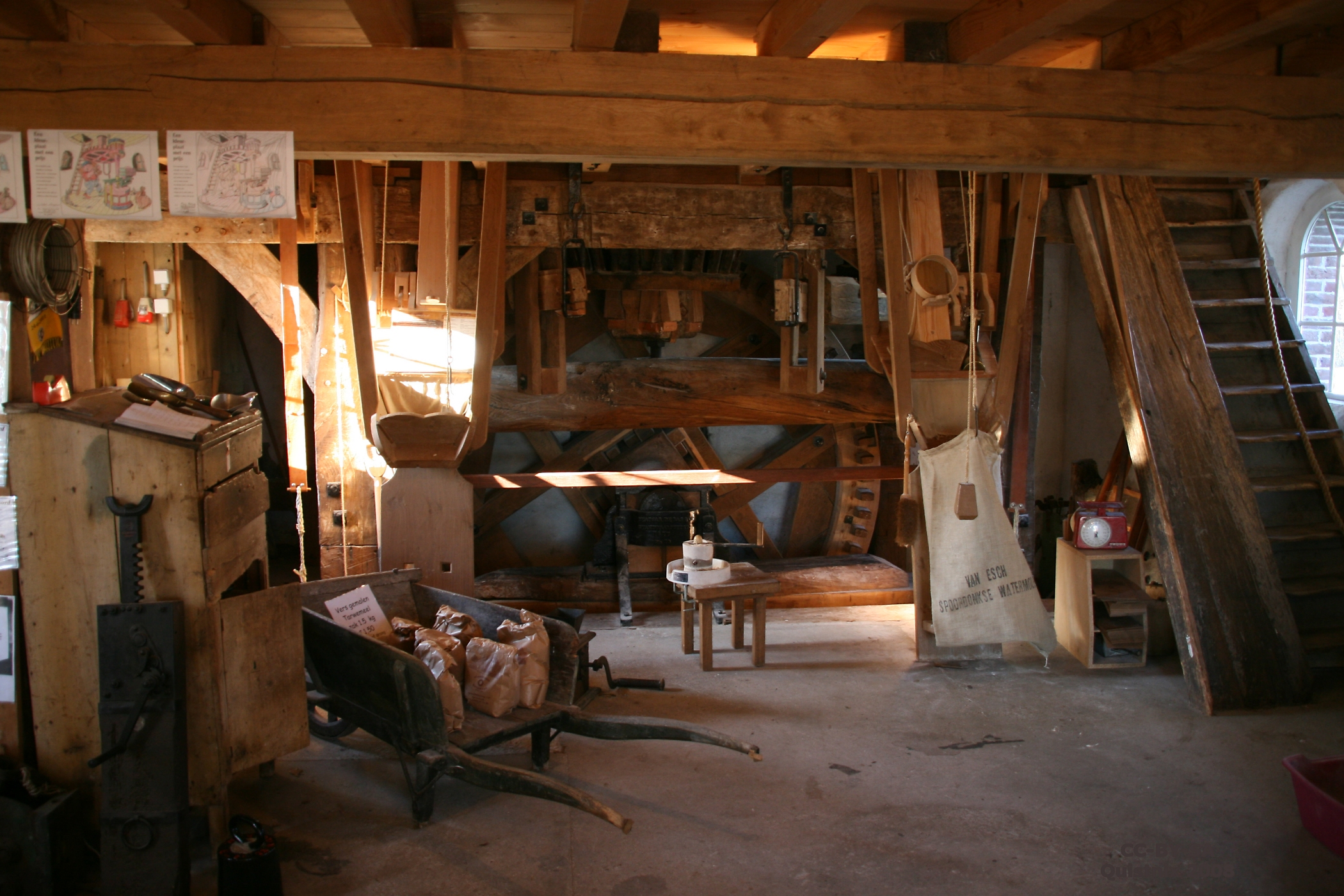
Interieur
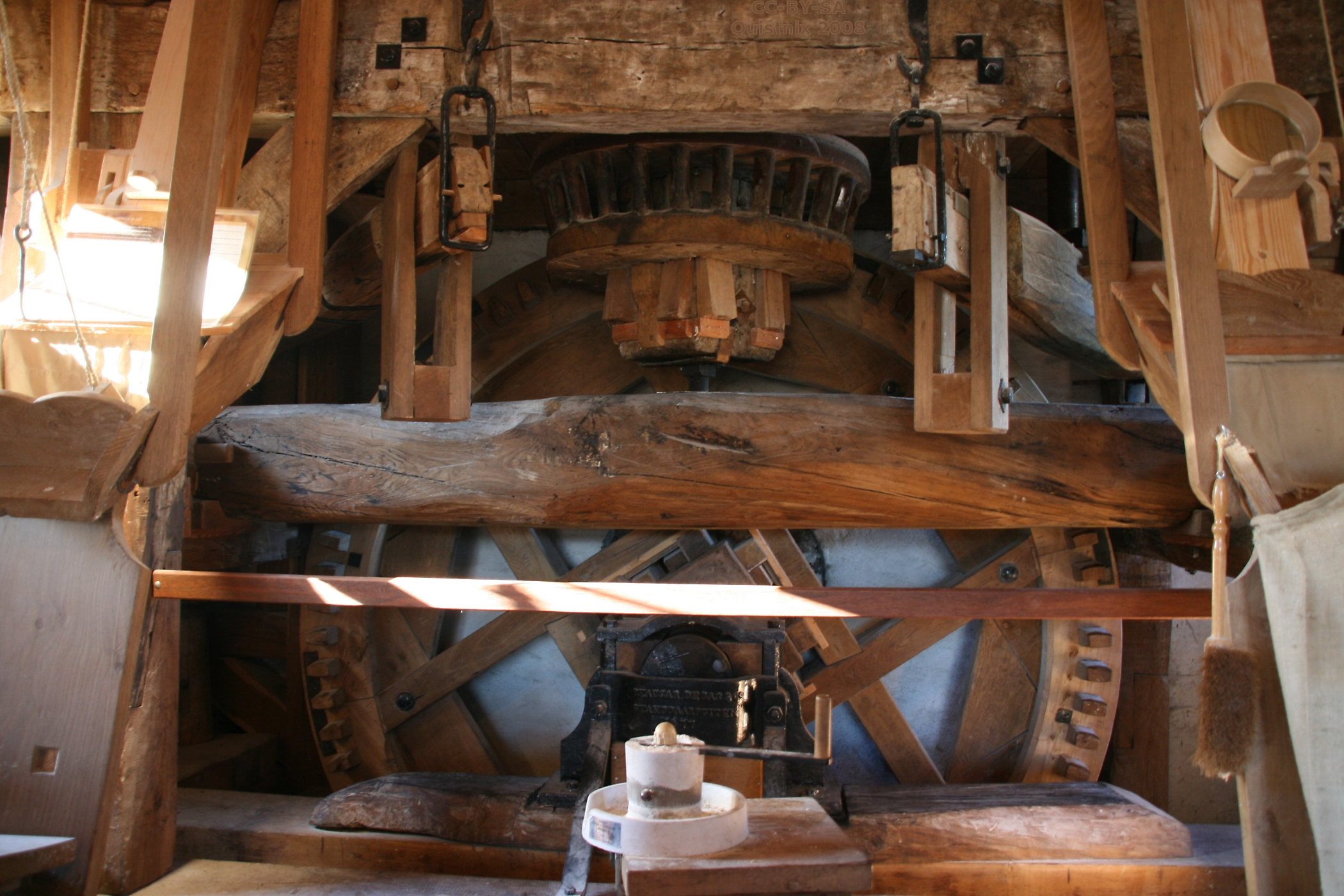
Detail
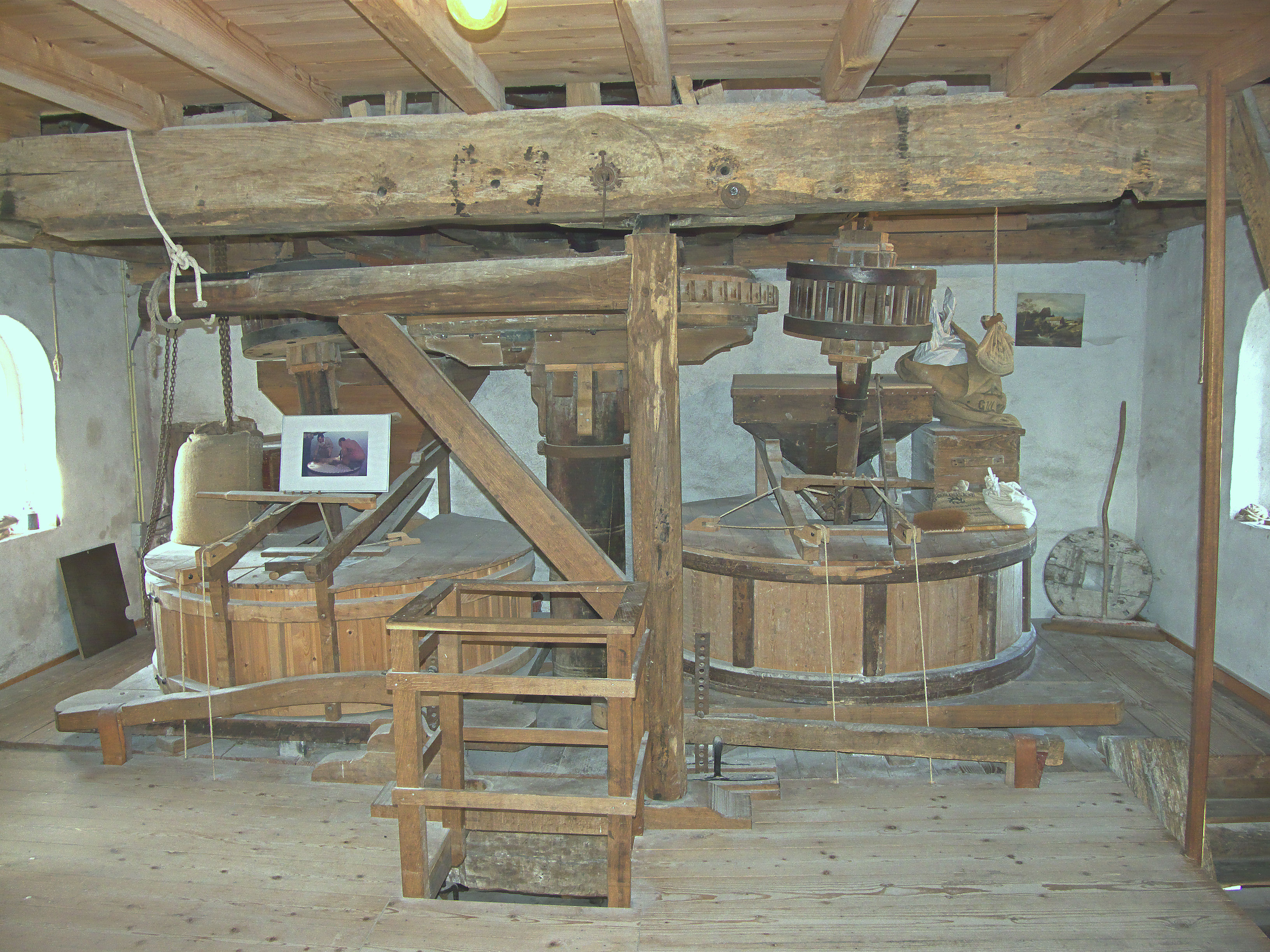
De twee maalkoppels
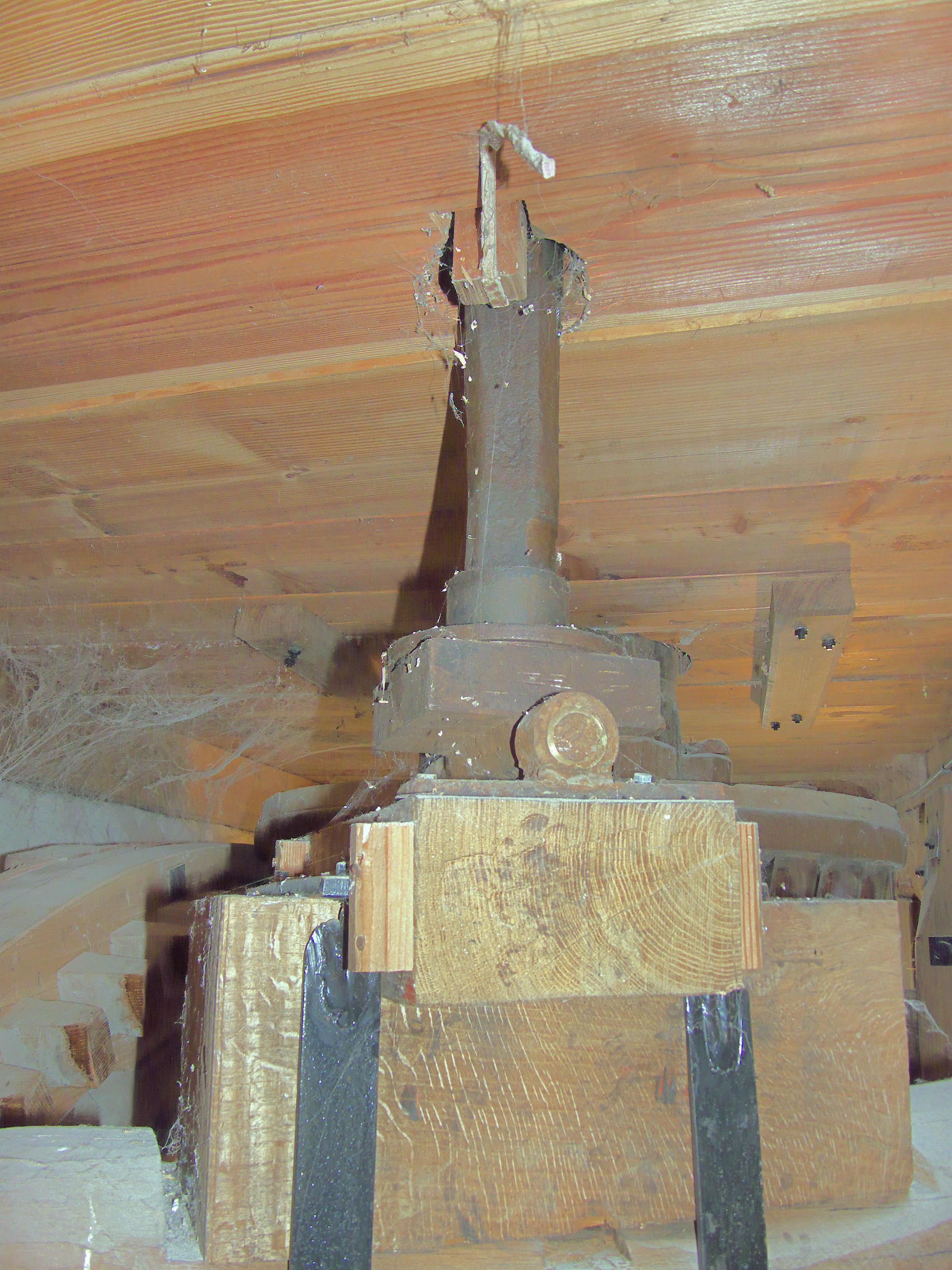
Bolspil met zelfstellende taatspot
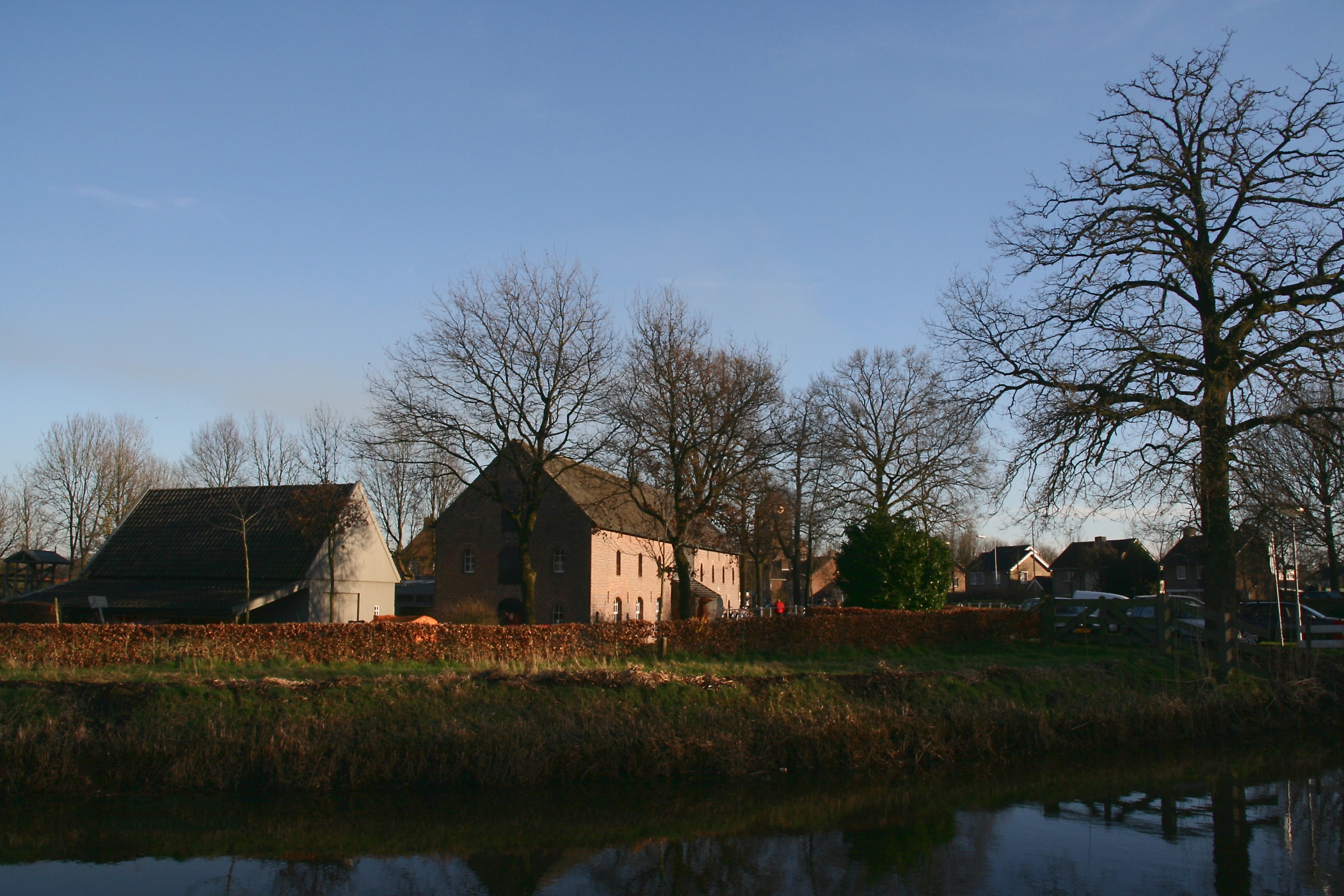
Gezien vanaf de weg